# Puerto de Santiago
Puerto de Santiago je letovisko ležící na ostrově Tenerife, na Kanárských ostrovech. Administrativně je částí obce Santiago del Teide. V minulosti malá rybářská osada se rychle rozvíjí v letovisko s hotely, bazény, obchody, restauracemi, množstvím autopůjčoven a pravidelnou autobusovou dopravou. Nacházejí se zde pláže s černým (sopečným) pískem.
Sousedí se stavebně souvisejícími sídly Los Gigantes a Playa de la Arena.
Nejbližší letiště Reina Sofia je vzdáleno přibližně 43 km - (40 min.).